# Чверть (одиниця ваги)
Чверть — в XVII столітті в Росії — міра маси (ваги) певних товарів. Так звана Вощанова чверть дорівнювала 12 пудам.